# Осторп (община)
Община Осторп (на шведски: Åstorps kommun) е разположена в лен Сконе, югоизточна Швеция с обща площ 93 km2 и население 14 927 души (към 31 декември 2013). Административен център на община Осторп е едноименния град Осторп.